# Francesco Abbondio Castiglioni
Francesco Abbondio Castiglioni (ur. 1 lutego 1523 w Mediolanie, zm. 14 listopada 1568 w Rzymie) – włoski kardynał.

## Życiorys
Urodził się 1 lutego 1523 roku w Mediolanie, jako syn Girolama Castiglioniego i Guidy Francesci Castiglioni. Studiował prawo kanoniczne i cywilne oraz teologię i poetykę na Uniwersytecie Pawijskim. 9 stycznia 1562 roku został wybrany biskupem Bobbio. 12 marca 1565 roku został kreowany kardynałem diakonem i otrzymał diakonię San Nicola in Carcere. Zmarł 14 listopada 1568 roku w Rzymie.